# 马特乌斯·桑塔纳
马特乌斯·保罗·德·桑塔纳（葡萄牙語：Matheus Paulo de Santana，1996年4月2日—）生于里约热内卢，是一名巴西男子游泳运动员，主攻自由泳。他在2008年首次参加国内锦标赛，并于2011年11月获得自己的首个青年1级国内冠军。他原本入选2013年世界青年游泳锦标赛巴西队阵容，但后来因为糖尿病发作而被迫退赛。2016年里约奥运后，他因未能留在国家队，之后他一度前往美国训练，然而成绩并不理想，2018年，他决定回到巴西。